# Koskensaari (ö i Mellersta Finland, Joutsa)
Koskensaari är en ö i Finland. Den ligger i sjön Rutajärvi och i kommunen Joutsa i den ekonomiska regionen  Joutsa ekonomiska region  och landskapet Mellersta Finland, i den södra delen av landet, 210 km norr om huvudstaden Helsingfors. Öns största längd är 0,8 kilometer i nord-sydlig riktning.